# 越後屋ときな
越後屋 ときな（えちごや ときな）は、日本のバーチャルYouTuber。新潟県を中心に活動している。2020年8月デビュー。

## 概要
2020年8月1日デビュー。
2020年10月にはNST新潟総合テレビ制作のローカルバラエティー番組「八千代コースター」に、新潟生まれ新潟育ちのバーチャルYouTuberとして初出演した。
また、2021年1月には、NST新潟総合テレビが制作した、スーパー・ササダンゴ・マシンの番組「スーパー・ササダンゴ・マシンのVTuberの"V"ってなぁに？」において、ミライアカリ、燦鳥ノム、星乃めあとバーチャル空間での共演を果たした。
2021年4月から2023年3月まで、新潟ローカルのバラエティ番組「潟ちゅーぶ」においてナレーターを務めた。
2022年2月16日に、新潟のご当地アイドルである『Negicco』とのコラボレーションCDが枚数限定で発売された。
2023年7月20日には、新潟県警察から「新潟県警察ノードラッグ大使」に任命された。

## 出演
- 『八千代コースター[1]』（NST新潟総合テレビ、2020年10月24日[8]、12月19日[9]）
- 『スーパー・ササダンゴ・マシンのVTuberの"V"ってなぁに？[4]』（NST新潟総合テレビ、2021年1月27日[10]）
- 『潟ちゅーぶ』（NST新潟総合テレビ）ナレーター（2021年4月 - 2023年3月）